# Massok (Diang)
Massok est un village du Cameroun situé dans la région de l'Est et le département du Lom-et-Djérem. Il fait partie de l'arrondissement (commune) de Diang.

## Population
En 1966-1967, Massok comptait 22 habitants, principalement des Bobilis. Lors du recensement de 2005, on y a dénombré 11 personnes.